# Delft Island
Delft Island är en ö i Sri Lanka.   Den ligger i provinsen Nordprovinsen, i den nordvästra delen av landet, 290 km norr om huvudstaden Colombo. Arean är 48 kvadratkilometer.
Terrängen på Delft Island är mycket platt. Öns högsta punkt är 14 meter över havet. Den sträcker sig 9,2 kilometer i nord-sydlig riktning, och 8,9 kilometer i öst-västlig riktning.